# Hegyeshalmi Richárd
Hegyeshalmi Richárd (Mosonmagyaróvár, 1982. június 24. – Budapest, 2022. február 2.) újságíró.

## Munkássága
2006 és 2011 között az 576 Konzol, valamint az 576 KByte online videojátékos magazinok külsős rovatvezetője, szerkesztője és játéktesztelője volt, ahol Tyler nicknéven publikált. Alkalmanként a PC Guru számítógépes havilapnál is dolgozott külsős munkatársként. 2011 novemberétől 2019 márciusáig az Index internetes hírportál, majd 2020 szeptemberétől a Qubit újságírója volt. 2014-ben Fenntarthatósági Sajtódíjat nyert „Ha így megy tovább, mind beledöglünk” című írásával.

## Díjai, elismerései
- Fenntarthatósági Sajtódíj (2014)

## Megjelent írásai
- Hiszek egy Terminátorban (2013)
- Majmok, írjatok remekműveket! (2013)
- Szia, anyu, videojátékokból élek (2013)
- Soha ennyit nem röhögtünk (2013)
- Boldogan éltek, míg bele nem haltak (2013)
- Mindig ilyen játékot akartam (2013)
- Ha így megy tovább, mind beledöglünk (2014)
- És akkor a videojáték menő lett (2014)
- Hülyébb, mint egy szovjet vekker (2014)
- Inkább egy állattal, mint egy 12 évessel (2014)
- Láttam a halálom, és nem féltem tőle (2015)
- Az 54 millió forintos erősítő (2015)
- Gettómozi fillérekből (2016)
- Ittam vizet (2016)
- Ez nem szeretet, csak be vagy állva (2016)
- Az alvás: tudomány (2016)
- A parfümárus lány, akit kommandósként vetettek be a nácik ellen (2018)
- Az önző Én (2018)
- Gyere ide / Takarodj (2019)
- 5 jó érv amellett, hogy 2021-ben is a magnókazetta az eszményi hanghordozó (2021)